# Assassinat de Shani Louk
El 7 d'octubre de 2023, durant la massacre del festival de música de Re'im, Shani Nicole Louk ( hebreu: שני ניקול לוק‎), un tatuador i influencer alemany-israelià de 22 anys, va ser assassinat. Poc després de l'atac, va circular un vídeo que mostrava el seu cos desfilat pels carrers de Gaza per militants de Hamàs a la part posterior d'una camioneta. Descrit per experts en seguretat i comentaristes com la propaganda de Hamàs a les xarxes socials, es va convertir en un dels primers vídeos virals de la guerra entre Israel i Hamàs. Les imatges es van convertir en emblemàtiques de la conducta dels militants cap als civils en l'atac de 2023 dirigit per Hamàs contra Israel.
També es va cridar l'atenció sobre el cas de Louk a través de la campanya de la seva família, que va començar amb la seva mare Ricarda dient que havia rebut informació que Louk estava viu i en un hospital de Gaza. Va fer una crida al govern alemany i va rebre respostes d'alts funcionaris alemanys. Les autoritats alemanyes consideraven Louk entre els seus nacionals presos com a ostatge durant la guerra. A finals de mes, Israel va confirmar la mort de Louk a partir del descobriment d'un fragment de crani a la carretera que sortia del recinte del festival, indicant que va morir durant l'atac mentre intentava escapar. El 17 de maig de 2024 les forces israelianes van recuperar el seu cos d'un túnel a Gaza i va ser enterrada a la seva ciutat natal de Srigim un parell de dies després.

## Shani Louk
Shani Louk va néixer el 7 de febrer de 2001 a Israel d'un pare israelià i mare alemanya, Ricarda Louk, que havia viscut a Ravensburg, Alemanya, i es va traslladar a Israel a principis dels anys noranta. Louk i la seva família es van traslladar a Portland, Oregon, Estats Units, a principis dels anys 2000, i ella va assistir al jardí d'infants a l'Acadèmia Jueva de Portland.
Louk més tard es va convertir en resident a Tel Aviv, on va treballar com a tatuadora autònoma, i també va tenir un seguiment com a influencer d'Instagram. Segons la tia de Louk, tenia opinions pacifistes i va obtenir una exempció del servei militar a Israel, cosa que va dir que va ser facilitat per la seva doble ciutadania.

## Matança i desfilada del cos
El 7 d'octubre de 2023, els militants d'Hamàs van llançar un atac amb coets a gran escala i una incursió a Israel des de la Franja de Gaza, contra bases militars i civils, perpetrant múltiples massacres, inclosa una massacre d'assistents a un festival de música. El festival de tràns psicodèlic a l'aire lliure, anomenat Supernova Sukkot Gathering, va coincidir amb l'últim dia de Sukkot (6 d'octubre) i Simchat Torà (7 d'octubre), i va tenir lloc al desert del Nèguev occidental, aproximadament 5 km (3,1 mi) de la barrera Gaza-Israel, prop del kibbutz de Re'im.
Louk era al festival, acompanyada del seu xicot, un ciutadà mexicà. Després de sonar l'alarma d'advertència del coet de color vermell i començar l'atac, la Louk va parlar per telèfon amb la seva mare, dient que hi havia pocs llocs on amagar-se i que intentaria trobar-ne un. Va ser assassinada mentre intentava posar-se a salvo i es va informar com a desapareguda en aquell moment.

## Confirmació de la mort
El 30 d'octubre de 2023, els governs alemany i israelià van confirmar la mort de Louk. Els examinadors forenses van trobar la part petrosa de l'os temporal del seu crani en una carretera que sortia del recinte del festival, amb el seu ADN. El desplaçament d'aquest os és indicatiu de mort, segons l'Institut Forense Abu Kabir. Israel considera que va ser assassinada abans que el seu cos fos transportat a Gaza. En resposta a la nova informació, Focus va escriure que es va assegurar que va ser assassinada durant la massacre.
Isaac Herzog, president d'Israel, va dir al tabloide alemany Bild que Louk havia estat "decapitat"; el seu portaveu ho va corregir, dient que "el fet que es trobés una part important del seu crani va provocar pors que hagués estat decapitada". Malgrat la correcció, la informació falsa es va estendre a les xarxes socials i es va repetir en declaracions de diversos polítics alemanys.